# Uruguay en los Juegos Olímpicos de París 2024
Uruguay está representado en los Juegos Olímpicos de París 2024 por un total de 25 deportistas que compiten en 9 deportes. El responsable del equipo olímpico es el Comité Olímpico Uruguayo, así como las federaciones deportivas nacionales de cada deporte con participación.

## Participantes por deporte
| Deporte    | Hombres | Mujeres | Total |
| ---------- | ------- | ------- | ----- |
| Atletismo  | 2       | 1       | 3     |
| Piragüismo | 1       | 0       | 1     |
| Ciclismo   | 1       | 0       | 1     |
| Judo       | 1       | 0       | 1     |
| Natación   | 1       | 1       | 2     |
| Remo       | 1       | 0       | 1     |
| Rugby 7    | 12      | 0       | 12    |
| Taekwondo  | 0       | 1       | 1     |
| Vela       | 2       | 1       | 3     |
| Total      | 21      | 4       | 25    |

## Atletismo
Eventos de pista
| Atleta              | Evento           | Eliminatoria | Eliminatoria | Repechaje | Repechaje | Semifinal    | Semifinal    | Final        | Final        |
| Atleta              | Evento           | Resultado    | Rango        | Resultado | Rango     | Resultado    | Rango        | Resultado    | Rango        |
| ------------------- | ---------------- | ------------ | ------------ | --------- | --------- | ------------ | ------------ | ------------ | ------------ |
| María Pía Fernández | 1500 m femenino  | 4:19.30      | 15 R         | 4:16.46   | 12        | No clasificó | No clasificó | No clasificó | No clasificó |
| Santiago Catrofe    | 5000 m masculino | 13:56.40     | 14           | —         | —         | —            | —            | No clasificó | No clasificó |

Eventos de campo
| Atleta        | Evento                      | Eliminatoria | Eliminatoria | Final        | Final        |
| Atleta        | Evento                      | Resultado    | Rango        | Resultado    | Rango        |
| ------------- | --------------------------- | ------------ | ------------ | ------------ | ------------ |
| Emiliano Lasa | Salto de longitud masculino | 7.87         | 13           | No clasificó | No clasificó |

## Piragüismo

### Esprint
| Atleta       | Evento              | Eliminatoria | Eliminatoria | Cuartos de final | Cuartos de final | Semifinal | Semifinal | Final   | Final |
| Atleta       | Evento              | Tiempo       | Rango        | Tiempo           | Rango            | Tiempo    | Rango     | Tiempo  | Rango |
| ------------ | ------------------- | ------------ | ------------ | ---------------- | ---------------- | --------- | --------- | ------- | ----- |
| Matías Otero | K1 1000 m masculino | 3:43.65      | 5 QF         | 3:30.81          | 2 SF             | 3:48.91   | 9 FB      | 3:30.48 | 14    |

## Ciclismo

#### Ciclismo en ruta
| Atleta        | Evento                    | Tiempo  | Rango |
| ------------- | ------------------------- | ------- | ----- |
| Eric Fagúndez | Carrera en ruta masculina | 6:28:31 | 55    |

## Judo
| Atleta                  | Evento           | Ronda de 64        | Ronda de 32          | Ronda de 16        | Cuartos de final   | Semifinal          | Repechaje          | Final / BM         | Final / BM   |
| Atleta                  | Evento           | Oponente Resultado | Oponente Resultado   | Oponente Resultado | Oponente Resultado | Oponente Resultado | Oponente Resultado | Oponente Resultado | Rango        |
| ----------------------- | ---------------- | ------------------ | -------------------- | ------------------ | ------------------ | ------------------ | ------------------ | ------------------ | ------------ |
| Alain Mikael Aprahamian | –81 kg masculino | Exento             | Nagase (JPN) D 00–10 | No clasificó       | No clasificó       | No clasificó       | No clasificó       | No clasificó       | No clasificó |

## Natación
| Atleta       | Evento                              | Eliminatoria | Eliminatoria | Semifinal    | Semifinal    | Final        | Final        |
| Atleta       | Evento                              | Tiempo       | Rango        | Tiempo       | Rango        | Tiempo       | Rango        |
| ------------ | ----------------------------------- | ------------ | ------------ | ------------ | ------------ | ------------ | ------------ |
| Leo Nolles   | 100 m libre individual masculino    | 50.58        | 47           | No clasificó | No clasificó | No clasificó | No clasificó |
| Nicole Frank | 200 m combinado individual femenino | 2:18.00      | 30           | No clasificó | No clasificó | No clasificó | No clasificó |

## Remo
| Atleta        | Evento                     | Eliminatoria | Eliminatoria | Repechaje | Repechaje | Cuartos de final | Cuartos de final | Semifinal | Semifinal | Final   | Final |
| Atleta        | Evento                     | Tiempo       | Rango        | Tiempo    | Rango     | Tiempo           | Rango            | Tiempo    | Rango     | Tiempo  | Rango |
| ------------- | -------------------------- | ------------ | ------------ | --------- | --------- | ---------------- | ---------------- | --------- | --------- | ------- | ----- |
| Bruno Cetraro | Scull individual masculino | 7:04.04      | 2 QF         | Exento    | Exento    | 6:51.43          | 3 SA/B           | 7:08.29   | 5 FB      | 7:22.71 | 12    |

## Rugby 7
Resumen
| Equipo            | Evento           | Fase de grupos     | Fase de grupos     | Fase de grupos         | Fase de grupos | Clasificación      | Clasificación      | Clasificación |
| Equipo            | Evento           | Oponente Resultado | Oponente Resultado | Oponente Resultado     | Rango          | Oponente Resultado | Oponente Resultado | Rango         |
| ----------------- | ---------------- | ------------------ | ------------------ | ---------------------- | -------------- | ------------------ | ------------------ | ------------- |
| Uruguay masculino | Torneo masculino | Fiji D 12–40       | Francia D 12–19    | Estados Unidos D 17–33 | 4              | Kenia D 14–19      | Japón V 21–10      | 11            |

### Torneo masculino
La Selección de rugby 7 de Uruguay se clasificó para los Juegos Olímpicos al ganar la medalla de oro y asegurar una plaza directa en el Torneo de Preolímpico Sudamericano de 2023 en Montevideo, marcando el debut del país en este deporte.
Planilla del equipo
Entrenador: Ivo Dugonjic
| #  | Nombre                   | Posición | Edad | Club    |
| -- | ------------------------ | -------- | ---- | ------- |
| 1  | James Mc Cubbin          | Forward  | 26   | Peñarol |
| 2  | Valentin Grille          | Back     | 26   | Peñarol |
| 3  | Tomás Etcheverry         | Forward  | 22   | Peñarol |
| 4  | Juan Manuel Tafernaberry | Back     | 22   | Peñarol |
| 5  | Bautista Basso           | Back     | 23   | Peñarol |
| 6  | Diego Ardao (c)          | Forward  | 28   | Peñarol |
| 7  | Mateo Viñals             | Back     | 25   | Peñarol |
| 8  | Felipe Arcos Pérez       | Back     | 24   | Peñarol |
| 9  | Guillermo Lijtenstein    | Back     | 33   | Peñarol |
| 10 | Baltazar Amaya           | Back     | 25   | Peñarol |
| 11 | Ignacio Facciolo         | Back     | 22   | CTM     |
| 12 | Juan Gonzalez            | Back     | 21   | Peñarol |
| 13 | Koba Brazionis           | Back     | 25   | Peñarol |
| 14 | Dante Soto               | Back     | 21   | Peñarol |

Fase de grupos
| Pos. | Equipo         | Pts. | PJ | G | E | P | GF | GC | Dif. | Clasificación              |
| ---- | -------------- | ---- | -- | - | - | - | -- | -- | ---- | -------------------------- |
| 1    | Fiyi           | 9    | 3  | 3 | 0 | 0 | 97 | 36 | +61  | Avanzan a cuartos de final |
| 2    | Francia (H)    | 4    | 3  | 1 | 1 | 1 | 43 | 43 | 0    | Avanzan a cuartos de final |
| 3    | Estados Unidos | 4    | 3  | 1 | 1 | 1 | 57 | 67 | −10  | Avanzan a cuartos de final |
| 4    | Uruguay        | 0    | 3  | 0 | 0 | 3 | 41 | 92 | −51  |                            |

 Fuente: World Rugby
Criterios de clasificación: 1) Puntos; 2) Resultado directo; 3) Diferencia de puntos; 4) Puntos anotados.
| 24 de julio, 17:00 | Fiyi | 40 - 12 | Uruguay | Stade de France, Saint-Denis |  |

| 24 de julio, 20:00 | Francia | 19 - 12 | Uruguay | Stade de France, Saint-Denis |  |

| 25 de julio, 15:00 | Estados Unidos | 33 - 17 | Uruguay | Stade de France, Saint-Denis |  |

Eliminatoria por el noveno puesto
| 25 de julio, 20:30 | Uruguay | 14 - 19 | Kenia | Stade de France, Saint-Denis |  |

Partido por el décimo puesto
| 27 de julio, 16:30 | Japón | 10 - 21 | Uruguay | Stade de France, Saint-Denis |  |

## Taekwondo
| Atleta              | Evento          | Eliminatoria       | Ronda de 16              | Cuartos de final   | Semifinal          | Repechaje          | Final / BM         | Final / BM   |
| Atleta              | Evento          | Oponente Resultado | Oponente Resultado       | Oponente Resultado | Oponente Resultado | Oponente Resultado | Oponente Resultado | Rango        |
| ------------------- | --------------- | ------------------ | ------------------------ | ------------------ | ------------------ | ------------------ | ------------------ | ------------ |
| María Sara Grippoli | –49 kg femenino | Exento             | Cerezo (ESP) L 4-11, 0-7 | No clasificó       | No clasificó       | No clasificó       | No clasificó       | No clasificó |

## Vela
| Atleta                       | Evento         | Regata | Regata | Regata | Regata | Regata | Regata | Regata | Regata | Regata | Regata | Regata | Regata | Regata | Net points | Final rank |
| Atleta                       | Evento         | 1      | 2      | 3      | 4      | 5      | 6      | 7      | 8      | 9      | 10     | 11     | 12     | M*     | Net points | Final rank |
| ---------------------------- | -------------- | ------ | ------ | ------ | ------ | ------ | ------ | ------ | ------ | ------ | ------ | ------ | ------ | ------ | ---------- | ---------- |
| Dolores Moreira              | Women's ILCA 6 | 24     | 27     | 9      | 25     | 10     | 28     | 9      | 28     | 25     | —      | —      | —      | EL     | 157        | 22         |
| Hernán Umpierre Fernando Diz | Men's 49er     | 5      | 2      | 14     | 2      | 17     | 13     | 18     | 9      | 4      | 8      | 13     | 7      | 16     | 110        | 10         |